# Michajłowskij
Michajłowskij – osiedle w Rosji, w obwodzie saratowskim. W 2010 roku liczyło 2328 mieszkańców.